# Pieczęć stanowa Wirginii

Pieczęć stanowa Virginii

Pieczęć stanowa Wirginii jest graficznym wyrazem dewizy Sic semper tyrannis (łac. Zawsze tak tyranom). Personifikacja virtus, rzymskiej cnoty męskiej, z włócznią i parazonium, symbolizująca Wspólnotę Wirginii, trzyma jedną nogę na pokonanym tyranie, któremu z głowy strącono koronę. Pieczęć przyjęto w 1779 roku.
Wizerunek pieczęci znajduje się na fladze stanowej Wirginii.